# Tetrastichus platensis
Tetrastichus platensis is een vliesvleugelig insect uit de familie Eulophidae. De wetenschappelijke naam is voor het eerst geldig gepubliceerd in 1905 door Brèthes.